# 钩状嵩草
钩状嵩草（学名：Carex uncinioides）为莎草科薹草属下的一个种。